# Damernas lättvikts-dubbelsculler i rodd vid olympiska sommarspelen 1996
Damernas lättvikts-dubbelsculler i rodd vid olympiska sommarspelen 1996 avgjordes mellan den 21 och 27 juli 1996.

## Medaljörer
| Gren                    | Guld                                           | Silver                              | Brons                                |
| Lättvikts-dubbelsculler | Constanța Burcică och Camelia Macoviciuc (ROU) | Teresa Bell och Lindsay Burns (USA) | Virginia Lee och Rebecca Joyce (AUS) |

## Resultat

### A-final
| Placering | Roddare                                  | Land          | Tid     |
| --------- | ---------------------------------------- | ------------- | ------- |
| 1         | Constanța Burcică och Camelia Macoviciuc | Rumänien      | 7:12,78 |
| 2         | Teresa Bell och Lindsay Burns            | USA           | 7:14,65 |
| 3         | Virginia Lee och Rebecca Joyce           | Australien    | 7:16,56 |
| 4         | Lisa Bertini och Martina Orzan           | Italien       | 7:16,83 |
| 5         | Berit Christoffersen och Lene Andersson  | Danmark       | 7:18,20 |
| 6         | Laurien Vermulst och Ellen Meliesie      | Nederländerna | 7:21,92 |